# Nanosteatoda
Genre
Nanosteatoda est un  genre fossile d'araignées aranéomorphes de la famille des Theridiidae.

## Distribution
Les espèces de ce genre ont été découvertes dans de l'ambre de la mer Baltique. Elles datent du Paléogène.

## Liste des espèces
Selon The World Spider Catalog 15.5 :
- †Nanosteatoda breviscutum Wunderlich, 2008
- †Nanosteatoda trisetae Wunderlich, 2008

## Publication originale
- (en) Jörg Wunderlich, On extant and fossil (Eocene) European comb-footed spiders (Araneae: Theridiidae), with notes on their subfamilies, and with descriptions of new taxa. Beiträge zur Araneologie, vol. 5, p. 140–469., 2008.